# J. u. A. Frischeis
J. u. A. Frischeis, auch JAF, ist der größte Händler für Holz und Holzwerkstoffe Europas mit Sitz in Stockerau, Österreich. Das Unternehmen beschäftigt laut eigenen Aussagen europaweit rund 2.900 Mitarbeiter, 800 davon in Österreich, hat rund 30.000 Kunden und bietet ca. 83.000 Produkte an. J. u. A. steht für Josef und Antonia, die Gründer des Unternehmens. Das Kerngeschäft von JAF ist der Handel mit Holz und Holzwerkstoffen sowie die Fertigung und der Zuschnitt von Möbelteilen. Als Slogan dient „Holz ist unsere Welt“.

## Geschichte
J. u. A. Frischeis wurde 1948 im niederösterreichischen Stockerau gegründet und bis in die 1990er-Jahre in Österreich ausgebaut.
Bereits 1964 übernahm Frischeis die Furniergroßhandlung Holver in Wien und begann mit der Furnierproduktion.
Ab 1992 expandierte das Unternehmen nach Tschechien, einige Jahre später auch nach Deutschland, Ungarn, Kroatien, Rumänien und in die Slowakei. Ab 2005 folgten dann die Märkte Bulgarien, Bosnien-Herzegowina, Polen, Russland und Serbien.
JAF verfügt heute über 59 Standorte in 18 Ländern auf drei Kontinenten und ist laut eigenen Angaben derzeit Marktführer in Österreich, Tschechien, der Slowakei, Ungarn und Kroatien. Das Unternehmen bildet pro Jahr 20 Lehrlinge aus.

## Unternehmensstruktur
Das Unternehmen ist geteilt in J. u. A. Frischeis Österreich und die JAF-Group, welche international agiert. Beide Zweige und andere Tochterunternehmen werden als Gesellschaften mit beschränkter Haftung (GmbH) geführt.
Geschäftsführer von J. u. A. Frischeis GmbH ist Werner Stix, Geschäftsführer der JAF International Services GmbH sind Werner Stix, Markus Sax und Miroslav Malzenicky.

## Sortiment
Das Sortiment des Unternehmens besteht aus:
- Platte (dekorativ und konstruktiv)
- Holzbau
- Schnittholz
- Terrasse
- Bodendielen
- Türen
- Furnier

## Kontroversen
Laut einem Bericht der ukrainischen Zeitung Kyiv Post ist die JAF-Gruppe in Korruption und illegalen Holzhandel mit der Ukraine verstrickt. Laut der Zeitung hat die Londoner Non-Profit-Organisation Earthsight herausgefunden, dass die österreichischen Holzunternehmen Schweighofer, Kronospan, Lenzing, JAF Group sowie das Schweizer Unternehmen Swiss-Krono und eine polnische Fabrik des amerikanischen Konzerns International Paper in illegale Machenschaften rund um den Import von ukrainischem Holz in die EU verwickelt seien. Die Untersuchung brachte Beweise dafür, dass Rundholz aus der Ukraine in Zollanmeldungen als Brennholz falsch bezeichnet wurde, um das seit 2015 geltende Verbot von Rundholzexporten und das seit 2017 geltende Verbot von Kiefernholzexporten zu umgehen.
Zuvor fanden journalistische Untersuchungen von Reportern der Kiewer Post und des Projekts zur Berichterstattung über organisierte Kriminalität und Korruption Beweise für die Beteiligung des österreichischen Unternehmens Schweighofer am illegalen Holzeinschlag in der Ukraine. Schweighofer hat auch die Europäische Union aufgefordert, Druck auf die ukrainischen Regierungsbeamten auszuüben, um das Moratorium aufzuheben, so die Untersuchungsergebnisse.
Die JAF-Group reagierte auf die Vorwürfe, gestand eine Zusammenarbeit mit den von Earthsight genannten ukrainischen Lieferanten im Jahr 2015 ein und setzte diese laut eigenen Angaben nun auf eine konzernweite Blacklist. Oberste Priorität sei es, so das Unternehmen, die legale Herkunft der Produkte sicherzustellen.
Nach dem neuesten Bericht des World Wide Fund for Nature (WWF) wird bis zu einem Viertel des Karpatenholzes illegal geschlagen – ohne Genehmigung und in unbefugten Gebieten wie Nationalparks. Das entspricht einer Million Kubikmeter Holz pro Jahr.